# لوسي بارجيتر
لوسي بارجيتر (بالإنجليزية: Lucy Pargeter)‏ هي مغنية وممثلة بريطانية، ولدت في 1 سبتمبر 1977 في نوتنغهام في المملكة المتحدة.

## وصلات خارجية
- لوسي بارجيتر على موقع IMDb (الإنجليزية)
- لوسي بارجيتر على موقع ألو سيني (الفرنسية)
- لوسي بارجيتر على موقع قاعدة بيانات الفيلم (الإنجليزية)
- لوسي بارجيتر على موقع كينوبويسك (الروسية)